# Bandera de Botswana
La bandera de Botswana va ser adoptada el 30 de setembre del 1966.

## Disseny
Es compon d'un fons blau clar amb una banda horitzontal negre al centre, bordejada d'una franja blanca. El blau simbolitza el cel i la pluja (pula, en tswana). La banda negra i les bandes blanques representen l'harmonia entre les races.

### Colors
|             | Blau        | Blanc       | Negre   |
| ----------- | ----------- | ----------- | ------- |
| RGB         | 109/169/210 | 255/255/255 | 0/0/0   |
| Hexadecimal | #6DA9D2     | #FFFFFF     | #000000 |